# Square d'Aquitaine
Le square d'Aquitaine est une voie du 19e arrondissement de Paris, en France.

## Situation et accès
Le square d'Aquitaine est une voie privée située dans le 19e arrondissement de Paris. Il débute  avenue de la Porte-Chaumont et se termine au 33, boulevard d'Indochine.

## Origine du nom
Le square porte le nom de l'ancienne province française de l'Aquitaine.

## Historique
La voie a été ouverte par l'Office public d'habitations de la ville de Paris et a pris sa dénomination actuelle en 1934, sur l'emplacement du bastion no 24 de l'enceinte de Thiers. 

## Bâtiments remarquables et lieux de mémoire
- No 5 : le père Élie Mélia (1915-1988), résistant, recteur à Paris de la paroisse orthodoxe géorgienne Sainte-Nino et professeur à l'Institut de théologie Saint-Serge, auteur, œcuméniste et figure de la communauté géorgienne en France, habite longtemps et jusqu'à sa mort un appartement à cette adresse.